# Альберт Гастінгс Маркем
Сер Альберт Гастінгс Маркем (англ. Albert Hastings Markham; нар. 11 листопада 1841, Баньєр-де-Бігорр, Франція — пом. 28 жовтня 1918, Лондон, Велика Британія) — мандрівник, англійський морський офіцер, онук богослова Вільяма Маркема.
У 1873 році пройшов, разом з капітаном Адамсом через Баффінову затоку к Бутія Фелікс. У експедиції Нерса вів пароплав «Alert» та досягнув на санях 83°20'26" півничної широти. У 1879 році, разом із сером Генрі Гор-Бутом, Маркем зробив невдалу спробу досягнути землі Франца-Йосифа, а у 1880 році відвідав Галапагоські острови.